# Geometry Dash
Geometry Dash (раніше — Geometry Jump) — незалежна аркадна відеогра, випущена в 2013 році. Розробником гри є Роберт Топала (також відомий як RobTop або RubRub), засновник компанії RobTop Games. Geometry Dash створена на основі гри The Impossible Game. Гра підтримує як смартфони, так і персональні комп'ютери (платформа Steam). Гра містить 22 офіційні рівні (а також 4 у режимі платформеру, 1 таємний, 3 з Meltdown, 10 із World та 3 з SubZero) з унікальною фоновою музикою. Основне завдання гравця — за допомогою кубика та інших засобів дістатися кінця рівня, оминаючи перепони. Якщо гравець зіткнеться з перепоною, рівень починається спочатку. У грі також є редактор рівнів, доступний тільки в повній версії гри.
У серії є чотири повноцінні гри:
- Geometry Dash
  - Спрощена версія — Geometry Dash Lite
- Geometry Dash Meltdown
- Geometry Dash World
- Geometry Dash SubZero

Офіційна гра — платна; спрощена версія й останні три гри — безкоштовні та доступні тільки для Android, iOS і Windows Phone.

## Ґеймплей
Ігровий процес в Geometry Dash сам по собі дуже простий. Гравцю потрібно натискати на сенсорний екран (на мобільному пристрої) або ліву клавішу миші, Пробіл або стрілку вгору (на ПК) і персонаж виконуватиме певні дії. Усі рівні (за винятком трьох — Clubstep, Theory of Everything 2 та Deadlocked) розблоковані з початку, тож їх можна проходити не за порядком. На шляху гравець може зібрати до трьох секретних монет на кожному офіційному рівні, які знаходяться у схованих або важкодоступних місцях. Також у грі є спеціальні сфери і портали, які дозволяють виконувати певні дії.
Існують три режими гри: звичайний, платформер і режим практики.

### Режим платформеру
Цей режим дозволяє гравцеві рухатись не лише уперед без можливості зупинитись, а в усі можливі
сторони та досліджувати кожен рівень по своєму.
Керування здійснюється за допомогою WASD або стрілок на ПК, і за допомогою стрілок на екрані для мобільних пристроїв.

### Режим практики
Цей режим призначений допомогти гравцям краще пізнати планування рівня, під час якого вони не будуть змушені проходити рівень з самого початку у випадку смерті. Замість цього вони можуть розміщувати контрольні точки, відмічені зеленими самоцвітами. Завдяки ним, після смерті гравець з’являється на місці останнього поставленого кристалу.
Також режим практики за замовчуванням має власний саундтрек: Stay Inside Me [Архівовано 28 липня 2018 у Wayback Machine.].

### Рівні складності
В офіційних рівнів є 6 рівнів складності:
| Складність           | Зірки | Сфери   | Діаманти |
| -------------------- | ----- | ------- | -------- |
| Легкий (Easy)        | 2     | 50      | 4        |
| Нормальний (Normal)  | 3     | 75      | 4/5      |
| Складний (Hard)      | 4/5   | 125/175 | 6/7      |
| Складніший (Harder)  | 6/7   | 225/275 | 8/9      |
| Божевільний (Insane) | 8/9   | 350/425 | 10/11    |
| Демонічний (Demon)   | 10    | 500     | 12       |

У користувацьких рівнів є ще 2:
| Складність                | Зірки | Сфери | Діаманти |
| ------------------------- | ----- | ----- | -------- |
| Автоматичний (Auto)       | 1     | 0     | 0        |
| Неоцінений (Unrated, N/A) | 0     | 0     | 0        |

А з версії 2.1 також поділ складності користувацьких демонічних рівнів:
- Легкий демонічний (Easy Demon)
- Середній демонічний (Medium Demon)
- Складний демонічний (Hard Demon)
- Божевільний демонічний (Insane Demon)
- Екстремальний демонічний (Extreme Demon)

За проходження демонічних рівнів, однак, дається однакова кількість нагород, незалежно від складності.

### Нагороди
За проходження рівнів і виконання певних умов гравець може отримати певні нагороди:
- Зірки (англ. Stars)
- Місяці (Moons)
- Секретні монети (Secret Coins)
- Користувацькі монети (User Coins)
- Орби (Mana Orbs)
- Діаманти (Diamonds)[8]
- Ключі (Keys)
- Демонічні ключі (Demon Keys)
- Уламки сили (Shards of Power)
- Демонічні рівні, «демони» (Demon Levels, Demons)

### Набори рівнів та втрачені випробування
У грі також є дві локації з певним набором деяких рівнів.
Набори рівнів (англ. Map Packs) — це набори користувацьких рівнів, вибраних RobTop'ом. Усього в грі є 65 таких наборів. Кожний набір має по три рівні схожої складності та кількості зірок за проходження. Якщо всі рівні в наборі були пройдені, Ви отримаєте додаткові зірки та секретні монети. За проходження наборів рівнів Ви також отримаєте різні нагороди: досягнення, нові іконки, кольори та сліди.
Втрачені випробування (англ. The Lost Gauntlets) дуже схожі на набори рівнів і на локації з Geometry Dash World — у кожному випробуванні є по п'ять рівнів на певну тематику, а доступ до кожного відкритий з самого початку, окрім хаотичного та демонічного випробувань.
За кожний пройдений рівень даються діаманти, створюючи схожість із щоденними рівнями.
Після проходження усіх рівнів випробування відкривається нагорода в вигляді випробування, в якому знаходяться діаманти, уламки сили (залежно від виду випробування) й іконки (а також кольори).

## Персонаж
Персонаж — керований користувачем куб або інший об'єкт. Для управління ним достатньо натискати кнопки вгору, Пробіл, ліву кнопку миші або натискати по екрану.

### Налаштування
Більшість параметрів персонажа, як-от форму персонажа або ефект смерті, можна налаштовувати. Для цього в головному меню потрібно натиснути на кнопку із зображенням куба.
| Вид налаштування              | Опис |
| ----------------------------- | --- |
| Форми персонажів              | Налаштування форми куба, корабля, НЛО, кулі тощо. Форми можна отримати за виконання досягнень, відкриття скринь, введення кодів у секретних сховищах і проходження втрачених випробувань.                 |
| Первинний і вторинний кольори | Налаштування кольорів персонажа. Застосовуються для всіх форм одночасно. Також можна отримати за виконання досягнень, проходження втрачених випробувань і не тільки.                                      |
| Сліди                         | Налаштування сліду позаду персонажа (є сліди, активні тільки в летючих форм персонажа та при активації сфер). Отримати більшість можна, купуючи в крамниці, оцінюючи рівні, проходячи набори рівнів тощо. |
| Ефекти смерті                 | Налаштування ефекту в вигляді вибуху, який відбудеться після смерті персонажа. Деякі можна купити в магазинах.                                                                                            |

### Види персонажів
Варто зазначити, що пересонаж у будь-якій формі автоматично рухається вперед.
| Вид персонажів            | Здатність |
| ------------------------- | --- |
| Куб                       | За звичайної швидкості куб стрибає на 2 блоки вгору. Довжина стрибка залежить від швидкості. Якщо втримувати кнопку керування, то він буде стрибати, поки гравець не відпустить кнопку. |
| Корабель (Ракета)         | При натисканні та втриманні корабель летить вгору. Як і куб, він схильний до гравітації і якщо не утримувати кнопку, то він у результаті впаде. |
| Куля                      | При натисканні куля змінює гравітацію і притягується до стелі або до підлоги. |
| НЛО (Літаюча тарілка)     | При натисканні НЛО починає підстрибувати вгору на певну відстань у довжину та висоту. Якщо не натискати, то тарілка буде падати під дією гравітації. |
| Хвиля (Стрілка)           | Якщо утримувати клавішу стрибка, хвиля підніматиметься вгору по діагоналі, а якщо відпустити — вниз по діагоналі. Вона не може стати на поставлені об'єкти, оскільки буде вмирати. Але якщо в редакторі рівнів поставити певний тригер, хвиля буде ковзати по об'єктах, на яких встановлений даний об'єкт. |
| Робот                     | При натисканні та утриманні, робот стрибає на відстань, яка залежить від того, як довго гравець утримував клавішу стрибка або сенсорний екран. Як і куб, робот схильний до гравітації і в результаті впаде. Також робот може стрибнути на два блоки вище, ніж куб (максимальна висота стрибка — 4 блоки).  |
| Павук                     | На відміну від кулі, при натисканні павук може майже вмить змінити гравітацію і переміститися на протилежну площину. |
| Коливний вертоліт (Свінґ) | Це подвійна куля, яка плавно піднімається чи опускається при натисканні. Вертоліт літає, як корабель або НЛО, причому деякі з сопел можуть перемикатися. |

## Рівні
У грі є два види рівнів: офіційні та користувацькі.

### Список офіційних рівнів
| №  | Рівень                 | Складність  | Нагорода | Наявність у Lite-версії | Реліз |
| -- | ---------------------- | ----------- | -------- | ----------------------- | ----- |
| 1  | Stereo Madness         | Легкий      | 1 ⭐️     | Так                     | 1.0   |
| 2  | Back On Track          | Легкий      | 2 ⭐️     | Так                     | 1.0   |
| 3  | Polargeist             | Нормальний  | 3 ⭐️     | Так                     | 1.0   |
| 4  | Dry Out                | Нормальний  | 4 ⭐️     | Так                     | 1.0   |
| 5  | Base After Base        | Складний    | 5 ⭐️     | Так                     | 1.0   |
| 6  | Can't Let Go           | Складний    | 6 ⭐️     | Так                     | 1.0   |
| 7  | Jumper                 | Складніший  | 7 ⭐️     | Так                     | 1.0   |
| 8  | Time Machine           | Складніший  | 8 ⭐️     | Так                     | 1.1   |
| 9  | Cycles                 | Складніший  | 9 ⭐️     | Так                     | 1.2   |
| 10 | xStep                  | Божевільний | 10 ⭐️    | Так                     | 1.3   |
| 11 | Clutterfunk            | Божевільний | 11 ⭐️    | Так                     | 1.4   |
| 12 | Theory of Everything   | Божевільний | 12 ⭐️    | Так                     | 1.5   |
| 13 | Electroman Adventures  | Божевільний | 10 ⭐️    | Так                     | 1.6   |
| 14 | Clubstep               | Демонічний  | 13 ⭐️    | Так                     | 1.6   |
| 15 | Electrodynamix         | Божевільний | 12 ⭐️    | Так                     | 1.7   |
| 16 | Hexagon Force          | Божевільний | 12 ⭐️    | Так                     | 1.8   |
| 17 | Blast Processing       | Складніший  | 10 ⭐️    | Так                     | 1.9   |
| 18 | Theory of Everything 2 | Демонічний  | 14 ⭐️    | Так                     | 1.9   |
| 19 | Geometrical Dominator  | Складніший  | 10 ⭐️    | Так                     | 2.0   |
| 20 | Deadlocked             | Демонічний  | 15 ⭐️    | Ні                      | 2.0   |
| 21 | Fingerdash             | Божевільний | 12 ⭐️    | Ні                      | 2.1   |
|    | The Challenge          | N/A         | 3 ⭐️     | Ні                      | 2.1   |
| 22 | Dash                   | Божевільний | 12 ⭐️    | Ні                      | 2.2   |
| 1  | The Tower              | N/A         | 5 🌙     | Ні                      | 2.2   |
| 2  | The Sewers             | N/A         | 6 🌙     | Ні                      | 2.2   |
| 3  | The Cellar             | N/A         | 7 🌙     | Ні                      | 2.2   |
| 4  | The Secret Hollow      | N/A         | 7 🌙     | Ні                      | 2.2   |

## Досягнення
Станом на версію 2.2, у грі є 537 доступних досягнень. Отримати їх можна різними способами: за проходження офіційних і користувацьких рівнів, збирання нагород, купуючи в крамниці, вводячи коди тощо.

## Побічні ігри
Усі побічні ігри доступні до завантаження тільки на Android, iOS і Windows Phone. У всіх присутня реклама та недоступний редактор рівнів.

### Geometry Dash Lite
Безкоштовна неповна версія Geometry Dash. У версії 2.21.6 доступні перші 19 рівнів, неможливо отримати більшість досягнень і відсутня можливість проходити користувацькі рівні (окрім поширених і щоденних).

### Geometry Dash Meltdown
Безкоштовне доповнення до Geometry Dash, випущене 19 грудня 2015 року, перед виходом версії 2.0, в якому були показані деякі нові можливості звідти. У грі присутні три нові рівні. Присутні кілька нових кубів і досягнень, котрих нема в оригінальній грі. Відсутня можливість проходити користувацькі рівні, а користувацька музика недоступна.
| № | Рівень          | Складність | Зірки |
| - | --------------- | ---------- | ----- |
| 1 | The Seven Seas  | Легкий     | 1     |
| 2 | Viking Arena    | Нормальний | 2     |
| 3 | Airborne Robots | Складний   | 3     |

### Geometry Dash World
Безкоштовне доповнення до Geometry Dash, випущене 21 грудня 2016 року, перед виходом версії 2.1. У грі присутні 2 локації по 5 рівнів довжиною в середньому 30 с. Є кілька нових кубів і досягнень. Відсутня можливість проходити користувацькі рівні (окрім поширених).
| №  | Рівень            | Зірки | Локація       |
| -- | ----------------- | ----- | ------------- |
| 1  | Payload           | 2     | Dashlands     |
| 2  | Beast Mode        | 2     | Dashlands     |
| 3  | Machina           | 3     | Dashlands     |
| 4  | Years             | 3     | Dashlands     |
| 5  | Frontlines        | 3     | Dashlands     |
| 6  | Space Pirates     | 3     | Toxic Factory |
| 7  | Striker           | 3     | Toxic Factory |
| 8  | Embers            | 3     | Toxic Factory |
| 9  | Round 1           | 3     | Toxic Factory |
| 10 | Monster Dance Off | 3     | Toxic Factory |

### Geometry Dash SubZero
Безкоштовне доповнення до Geometry Dash, випущене 21 грудня 2017 року, випущене перед виходом версії 2.2. У грі присутні 3 нових рівні. Є кілька нових кубів і досягнень. Відсутня можливість проходити користувацькі рівні (окрім поширених і щоденних).
| № | Рівень      | Складність | Зірки |
| - | ----------- | ---------- | ----- |
| 1 | Press Start | Нормальний | 4     |
| 2 | Nock Em     | Складний   | 6     |
| 3 | Power Trip  | Складніший | 8     |